# Meena Shah
Meena Shah (* 31. Januar 1937; † 10. März 2015 in Lucknow) war eine indische Badmintonspielerin.

## Karriere
Meena Shah gewann 1956 ihren ersten nationalen Titel in Indien. Sie siegte dabei im Damendoppel mit Jasbir Kaur. 1958 gewann sie erstmals im Mixed mit Amrit Lal Dewan, 1959 erstmals das Dameneinzel. Den Einzeltitel verteidigte sie anschließend ununterbrochen bis 1965. 1964 schaffte sie das Triple, als sie alle drei möglichen Damentitel bei den Meisterschaften gewann. Insgesamt konnte sie 12 indische Meistertitel erkämpfen. 1962 wurde sie mit dem Arjuna Award geehrt.

## Sportliche Erfolge
| Saison | Veranstaltung                 | Disziplin   | Platz | Name                            |
| ------ | ----------------------------- | ----------- | ----- | ------------------------------- |
| 1956   | Indien: Einzelmeisterschaften | Damendoppel | 1     | Jasbir Kaur / Meena Shah        |
| 1958   | Indien: Einzelmeisterschaften | Mixed       | 1     | Amrit Lal Dewan / Meena Shah    |
| 1959   | Indien: Einzelmeisterschaften | Dameneinzel | 1     | Meena Shah                      |
| 1960   | Indien: Einzelmeisterschaften | Dameneinzel | 1     | Meena Shah                      |
| 1961   | Indien: Einzelmeisterschaften | Dameneinzel | 1     | Meena Shah                      |
| 1962   | Indien: Einzelmeisterschaften | Dameneinzel | 1     | Meena Shah                      |
| 1963   | Indien: Einzelmeisterschaften | Dameneinzel | 1     | Meena Shah                      |
| 1964   | Indien: Einzelmeisterschaften | Mixed       | 1     | Chandrakant Deoras / Meena Shah |
| 1964   | Indien: Einzelmeisterschaften | Dameneinzel | 1     | Meena Shah                      |
| 1964   | Indien: Einzelmeisterschaften | Damendoppel | 1     | Meena Shah / Sunila Apte        |
| 1965   | Indien: Einzelmeisterschaften | Dameneinzel | 1     | Meena Shah                      |
| 1965   | Indien: Einzelmeisterschaften | Damendoppel | 1     | Meena Shah / Sarojini Apte      |